# Alsóneszte
Alsóneszte (1899-ig Alsó-Nasticz, szlovákul Dolné Naštice) község Szlovákiában, a Trencséni kerületben, a Báni járásban. 

## Fekvése
Bántól 3 km-re délre, a Bebrava partján fekszik.

## Története
1295-ben „Nesthe” néven említik először. 1389-ben „Nasyche”, 1411-ben „Nasczycz”, 1598-ban „Nassticz” néven szerepel az írott forrásokban. Az ugróci váruradalom, később a nyitrai káptalan birtoka volt. 1598-ban malma és 28 háza létezett. 1720-ban 9 adózó háztartás volt a településen. 1784-ben 27 házában 27 család és 229 lakos élt.
A 18. század végén Vályi András így ír róla: „Alsó, és Felső Nasztice. Két tót falu Trentsén Várm. Alsónak földes Ura a’ Nyitrai Káptalanbéli Uraság, Felsőnek pedig G. Kollonics, és B. Zay Uraságok, lakosai katolikusok, fekszenek Zay Ugrótzhoz mint egy fél mértföldnyire, földgyeik termékenyek, erdejek, legelőjök elég van, réttyei jók.”
1828-ban 30 háza és 290 lakosa volt. Lakói mezőgazdasággal, állattartással foglalkoztak.
Fényes Elek 1851-ben kiadott geográfiai szótárában így ír a faluról: „Nastyicz (Alsó), tót falu, Trencsén vmegyében, 273 kath. lak. F. u. a nyitrai püspök.”
A trianoni diktátumig Trencsén vármegye Báni járásához tartozott.

## Népessége
| Év:            | 1994. | 2004.   | 2014.    | 2024.   |
| -------------- | ----- | ------- | -------- | ------- |
| Emberek száma: | 425   | 433     | 556      | 596     |
| Eltérés:       |       | +1,88 % | +28,40 % | +7,19 % |

| Év:            | 2023. | 2024.   |
| -------------- | ----- | ------- |
| Emberek száma: | 602   | 596     |
| Eltérés:       |       | -0,99 % |

1910-ben 415, túlnyomórészt szlovák anyanyelvű lakosa volt.
2001-ben 428 lakosából 425 szlovák volt.
2011-ben 470 lakosából 451 szlovák volt.
2021-ben 588-an lakták, ebből 552 szlovák, 1 magyar, (+1) cigány és ruszin, 5 egyéb és 30 ismeretlen nemzetiségű volt.